# Hayachine-Quasi-Nationalpark
Der Hayachine-Quasi-Nationalpark (japanisch 早池峰国定公園, Hayachine kokutei kōen) ist ein Quasinationalpark in der japanischen Präfektur Iwate. Es wurde 1982 ausgewiesen und ist 54,63 km² groß. Der Berg Hayachine, eine der höchsten Erhebungen in Iwate, ist Namensgeber des Parks. Mit der IUCN-Kategorie II ist das Parkgebiet mit dem Schutzstatus Nationalpark klassifiziert. Die Präfektur Iwate ist für die Verwaltung des Parks zuständig.
Landmarken:
- Berg Hayachine (早池峰): 1.914 m
- Berg Yakushi (薬師岳): 1.645 m